# Segona guerra del Congo
La segona guerra del Congo va ser el conflicte armat que va tenir lloc en gran part del territori de la República Democràtica del Congo (l'antic Zaire), posteriorment a la Primera Guerra del Congo. Aquest conflicte es va iniciar el 1998 i va acabar formalment el 2003, quan va assumir el poder un govern de transició sota els termes de l'Acord de Pretòria. Els combatents provenien de nou nacions (a més que s'hi hagi dins del país vint faccions armades diferents), la qual cosa el converteix en el conflicte continental africà més gran del que es tingui notícia. Coneguda també com a Guerra Mundial Africana, Gran Guerra de l'Àfrica o la Guerra del coltan, ha provocat la mort d'uns 5,4 milions de persones, la majoria d'elles per gana i malalties curables. Dins d'aquests greus fets, es considera a aquest episodi el més àlgid dins de l'anomenat «genocidi congolès». Aquesta tràgica xifra va fer d'aquesta guerra el conflicte més mortífer des de la Segona Guerra Mundial, i això sense comptar els milions de desplaçats i refugiats als països veïns. Malgrat la pau formal assolida el juliol de 2003 a Pretòria i l'acord dels intervinents d'establir un govern d'unitat nacional, la institucionalitat estatal continua sent feble i escassa a grans sectors del país, els quals sofreixen encara brots esporàdics de violència. La migració forçada d'habitants continua dessagnant la regió en una crisi que sembla no acabar, mentre que l'esquiva pau encara no ha arribat a totes les regions.

## Causes
Els orígens de la inestabilitat a la regió es remunten fins a la colonització del territori per Bèlgica a la segona meitat del segle xix, amb el suport dels Estats Units. Durant aquest període colonial els Estats Units van obtenir un pes important en l'explotació dels recursos naturals del Congo, especialment en l'extracció d'urani de les mines per produir les seves primers armes nuclears, tot marginant la població indígena.
Les primeres eleccions democràtiques al territori, al maig del 1960, van resultar amb Patrice Lumumba com a primer ministre, d'ideologia nacionalista i d'esquerres. La voluntat del nou primer ministre de tenir un total control sobre els seus recursos naturals per millorar les condicions de vida dels congolesos, va ser considerada per Bèlgica i els Estats Units com una amenaça als seus interessos.
Amb la independència formal del Congo, el 30 de juny del 1960, va esclatar l'anomenada Crisi del Congo, amb les secessions de les regions de Katanga i Kasai del Sud i els cop d'estat de Mobutu Sese Seko. El 17 de gener del 1961, Patrice Lumumba va ser assassinat a Katanga i Mobutu va establir una dictadura sota el suport dels Estats Units per evitar que la influència de la Unió Soviètica s'estengués pel territori.
Amb la dissolució de la Unió Soviètica, va deixar de rebre el suport internacional del qual havia gaudit, provocant una creixent oposició interna. Cap al 1995 la influència de Mobutu era limitada, i la corrupció i la violència s'havien apoderat del país.
El segon gran factor que desencadenà la guerra va ser el genocidi ruandès de 1994. Milions de persones de l'ètnia hutu van desplaçar-se de Ruanda cap a l'est de l'actual República Democràtica del Congo, deixant la regió en mans de milícies interahamwe d'ètnia hutu, fent que el conflicte ruandès s'estengués també al Congo.
L'Aliança de Forces Democràtiques per l'Alliberació del Congo (AFDLC) grup opositor al règim de Mobutu, va aprofitar el suport de Ruanda i Uganda per fer la guerra contra el règim dictatorial. A la vegada, el govern ruandès d'ètnia tutsi va denunciar les incursions de les forces hutus refugiades al Congo, i va subministrar armament als banyamulengue, grup d'ètnia tutsi del Congo opositor també al règim de Mobutu.
Dirigides per Laurent-Désiré Kabila, aquestes forces van derrocar a Mobutu durant la Primera Guerra del Congo entre 1996 i 1997. Finalitzada la guerra, la intenció de Laurent Kabila d'expulsar les tropes ruandeses i ugandeses del país (aliades seves durant la guerra) i l'aixecament de diferents sectors contraris a Kabila, juntament amb la intenció de centralitzar l'estat amb voluntat totalitarista va fer esclatar la Segona Guerra del Congo.

## Inici
En només un any de president, Laurent-Désiré Kabila instaura un règim autoritari per controlar la població i l'exèrcit, fomentant el patriotisme i nacionalisme congolès per aturar les crítiques que rebé en necessitar el suport ruandès i ugandès per assolir el poder. Aquest discurs nacionalista, a vegades xenòfob contra l'ètnia tutsi i els ruandesos, aliats seus durant la guerra anterior, provoca disturbis i enfrontaments tant a la capital, Kinshasa, com a l'est del país.
El 2 d'agost del 1998 els banyamulenge (d'ètnia tutsi) de la ciutat oriental de Goma es van amotinar. Rwanda, amb un govern també tutsi, va oferir ajuda als banyamulenge, creant el grup rebel Agrupació Congolesa per la Democràcia (RCD per les seves sigles en francès). Aquest grup aviat va dominar les províncies orientals del Congo, riques en recursos minerals, establint la seva base d'operacions a Goma, prenent el control de les ciutats de Bukavu i Uvira al Kivu. El govern ruandès, aliat amb Uganda i Burundi, va ocupar una part del nord-est del Congo.
Per expulsar els ocupants ruandesos, el president Laurent Kabila va aconseguir l'ajuda dels refugiats d'ètnia hutu de l'est del Congo, i va promoure l'odi cap als tutsis.
El 12 d'agost l'exèrcit governamental va cridar a la resistència per un missatge de ràdio a l'est del Congo, demanant: «El poble ha d'agafar un matxet, una llança, una fletxa, una aixada, pales, rasclets, claus, porres, planxes elèctriques, filferro de pues, pedres i similars, per tal, estimats oients, de matar els tutsi ruandesos».
El govern ruandès va reclamar una gran part de l'est del Congo com «històricament ruandès», afegint que Kabila organitzav un genocidi contra els tutsi de la regió del Kivu. Malgrat que el govern ruandès volgués protegir els tutsi, la seva voluntat expansionista també obeïa a motius econòmics, per tal de controlar els recursos naturals de la regió.
En un moviment estratègic, soldats ruandesos sota el comandament de James Kabarebe van segrestar tres avions a l'est del Congo i van traslladar tropes rebels a la base governamental de Kitona, a la costa atlàntica. Els rebels ruandesos van arribar per sorpresa a la base i van prendre la ciutat. Altres ciutats a la rodalia de Kitona van caure, capturant també la central hidroelèctrica d'Inga, que proveïa d'electricitat a Kinshasa, així com el port de Matadi, punt de subministrament de la capital. El 23 d'agost van prendre el centre de producció de diamants de Kisangani, avançant cap a l'est fins a assetjar Kinshasa a final d'agost.
Malgrat el progrés rebel cap a Kinshasa, les forces governamentals continuaven lluitant per recuperar el control de les ciutats a l'est del país, on comptaven amb el suport de diferents grups d'ètnia hutu. Kabila va emprendre un gran esforç diplomàtic intentant rebre ajuda per part de diferents països africans, així com de Cuba, i van reeixir a frenar l'avançament de l'ofensiva rebel. Els primers països a ajudar al president Kabila van ser alguns membres de la Comunitat per al Desenvolupament de l'Àfrica Meridional (SADC, en les seves sigles en anglès): Namíbia, Zimbabwe i Angola; després d'una reunió entre representants del governs d'aquests països a Harare el 19 d'agost. El Txad, Líbia i el Sudan donaren suport al govern de Kabila durant les setmanes següents.

## Intervenció internacional

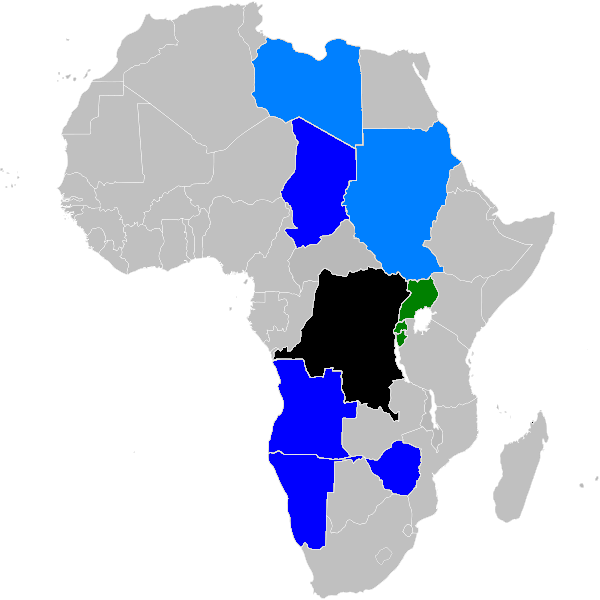
Bel·ligerants a la Segona guerra del Congo:
En negre - República Democràtica del Congo
En verd - coalició antigovernamental
En blau fosc - coalició pro-governamental
En blau clar - Aliats del govern de Kabila, no involucrats directament en la guerra.

El 22 d'agost del 1998 van sortir de Cabinda tropes angoleses aliades del govern congolès, equipades amb tancs, que recuperaren la base occidental de Kitona. Al setembre forces zimbabueses volaren a Kinshasa per aturar l'avenç rebel que havia arribat als afores de la capital. La intervenció d'aquests estats van salvar el govern de Kabila, en allunyar les tropes rebels de la capital congolesa. Malgrat això no van ser capaces de derrotar-les i el conflicte semblava que anava en direcció a una guerra directa entre els exèrcits estatals d'Uganda i Ruanda que havien recolzat el moviment rebel.
Al novembre un nou grup rebel recolzat per Uganda, el Moviment per l'Alliberament del Congo (MLC, per les seves sigles en francès), va avançar pel nord de l'estat congolès. El 6 de novembre, el president ruandès Paul Kagame va admetre per primer cop que l'exèrcit ruandès assistia els rebels congolesos per raons de seguretat, aparentment després d'una petició de Nelson Mandela per tal d'iniciar unes negociacions de pau.
El 18 de gener del 1999, Rwanda, Uganda, Angola, Namíbia i Zimbàbue van acordar un alto el foc a una cimera a Windhoek, però la República Democràtica del Congo no hi va ser convidada. Fora de l'Àfrica la majoria dels països van adoptar una posició de neutralitat, malgrat que van demanar la fi de la violència.
El 5 d'abril del 1999 van augmentar les tensions dins de l'Agrupació Congolesa per la Democràcia (grup rebel) quan el seu líder Ernest Wamba dia Wamba va traslladar la seva base de Goma (zona d'influència ruandesa) a Kisangani (d'influència ugandesa) per encapçalar una nova facció anomenada Forces de Renovació. Un altre signe de ruptura va donar-se quan el president d'Uganda Yoweri Museveni i el president congolès Kabila acordaren un alto el foc el 18 d'abril a Sirte (Líbia) sota la mediació de Muammar al-Gaddafi, sense la participació de l'Agrupació Congolesa per la Democràcia ni Ruanda. El 16 de maig Ernest Wamba va ser derrocat com a líder del grup rebel a favor d'una figura pro-ruandesa. Una setmana després les diferents faccions del grup es van enfrontar pel control de Kisangani. El 8 de juny van intentar crear un front comú contra Kabila. Malgrat aquests intents, la creació per Uganda de la nova província d'Ituri va iniciar un conflicte ètnic a la regió.
Al juliol del 1999 es va signar l'alto el foc de Lusaka per la República Democràtica del Congo, Angola, Namíbia, Zimbabwe, Ruanda i Uganda, als que s'afegiren els rebels del Moviment per l'Alliberació del Congo, però no l'Agrupació Congolesa per la Democràcia. Sota els termes de l'acord, les forces de tots els bàndols havien de cooperar en el seguiment, el desarmament i la documentació de tots els grups armats al Congo, especialment aquells que estaven identificades amb el Genocidi de Ruanda de 1994. Malgrat això no es va aconseguir desarmar les milícies.
A l'agost el Consell de Seguretat de les Nacions Unides va desplegar uns 90 oficials per donar suport a l'alto el foc. Tanmateix, als mesos següents tots els costats es van acusar uns als altres d'infringir repetidament els altos el foc.
La tensió entre Uganda i Ruanda va arribar al seu punt més àlgid a principis d'agost, quan diferents unitats de l'exèrcit ugandès i ruandès es van enfrontar a Kisangani. Al novembre una televisió controlada pel govern congolès a Kinshasa va declarar que l'exèrcit de Kabila s'havia reconstruït i estava preparat per completar la seva "missió d'alliberar" el país. Les forces rebels recolzades per Rwanda llançaren llavors una ofensiva vers Kinshasa, però va ser repel·lit.
A final de febrer del 2000 l'ONU va autoritzar una missió de pau amb una força de 5.537 soldats sota l'acrònim francès de MONUC (després MONUSCO) per controlar l'alto el foc. Malgrat això la lluita va continuar entre els rebels i les forces governamentals i entre les forces ugandeses i ruandeses. Nombrosos enfrontaments i ofensives van produir-se per tot el territori, principalment a Kisangani entre els exèrcits d'Uganda i Ruanda al maig i al juny del 2000. El 9 d'agost una ofensiva del govern de Kabila a la província de l'Equador va ser aturada per les forces rebels del Moviment per l'Alliberació del Congo.